# روري برادي
روري برادي (بالإنجليزية: Rory Brady)‏ هو قاضي ومحامي أيرلندي، ولد في 20 أغسطس 1957 في دبلن في جمهورية أيرلندا، وتوفي بنفس المكان في 19 يوليو 2010. شغل منصب المدعي العام لأيرلندا في الفترة (7 يونيو 2002-14 يونيو 2007).